# エアアジア・ゼスト
エアアジア・ゼスト（AirAsia Zest）はフィリピンの格安航空会社であった。旧社名はゼスト・エアウェイズ(Zest Airways, 2008-2013)、アジアン・スピリット(Asian Spirit, 1995-2008)であった。2016年1月にエアアジア・フィリピンと経営統合した。

## 概要

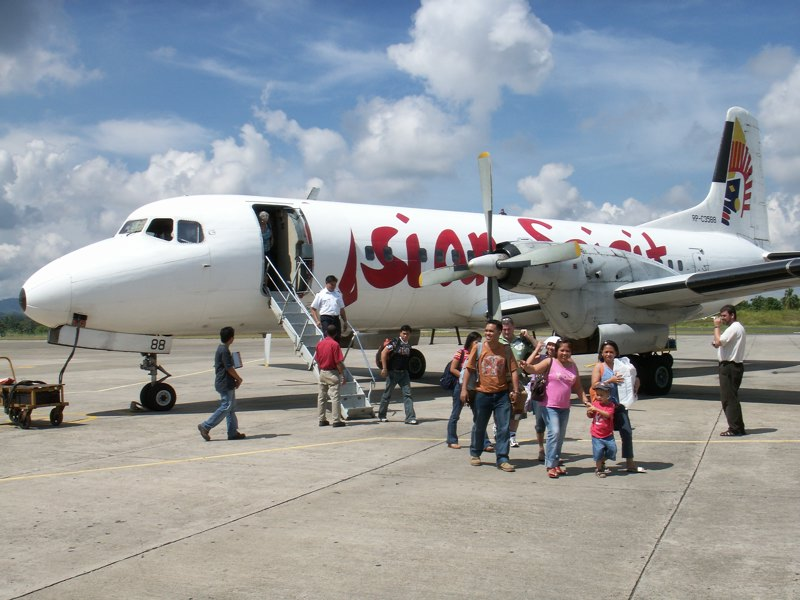
アジアン・スピリットのYS-11

1995年、Antonio "Toti" Turalba、 Emmanuel "Noel" Oñate、Archibald Poの３人が出資して前身の Airline Employees Cooperative (AEC)を設立し、名称はアジアン・スピリット(Asian Spirit)として運航した。当初は2機の航空機でマニラとリゾート間を単純往復する運航を行っていたが、運用効率を上げるため就航地を増やしていき、1997年にアジアン・スピリットとして法人設立した。

旧ロゴ

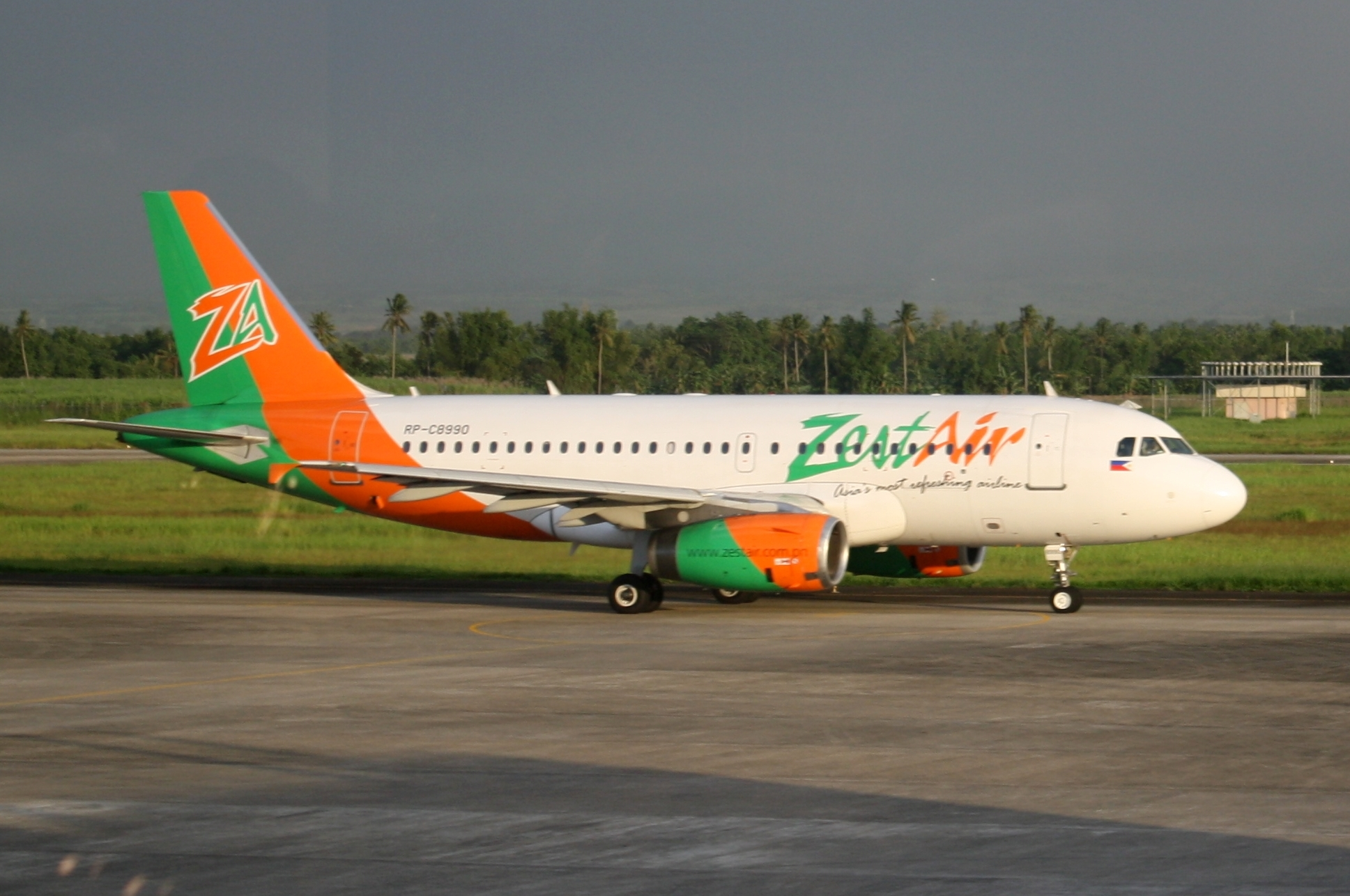
ゼスト・エアウェイズのA319

2008年3月にZest-O Corp（フルーツジュースのメーカー）のオーナー、Alfredo M. Yaoが同社を買収、社長に就任し、9月に社名をアジアン・スピリットからゼスト・エアウェイズ (Zest Airways) に変更した。以前は、ダバオ-コロール間に国際線を運航していた。その後、以前からのメイン路線のマニラ-カティクラン線を中心に国内線のみを運航していたが、再び国際線の運航を開始した。また、ジェットブルーより、エアバスA320を購入し、マニラ-セブ、ダバオ線などに投入している。2011年8月、マニラ-クアラルンプール線の運行申請を出した。
2013年8月16日、フィリピン民間航空局により、技術的な問題点や違反があったとし運航停止命令を受け、8月17日から8月19日まで全便運休した。

### エアアジア・グループとの提携
2013年3月、ゼストエアウェイズは、エアアジア・フィリピンとの間で戦略的な提携関係を結ぶと発表した。同年10月には ゼスト・エアウェイズ(Zest Airways) から エアアジア・ゼスト(AirAsia Zest) に社名変更し、クラーク国際空港を拠点にしていたエアアジア・フィリピンの運航を2014年1月で終了させると公表された。2016年には、エアアジア・フィリピンと統合、新社名は Philippines AirAsia Inc. となった。

## 保有機材

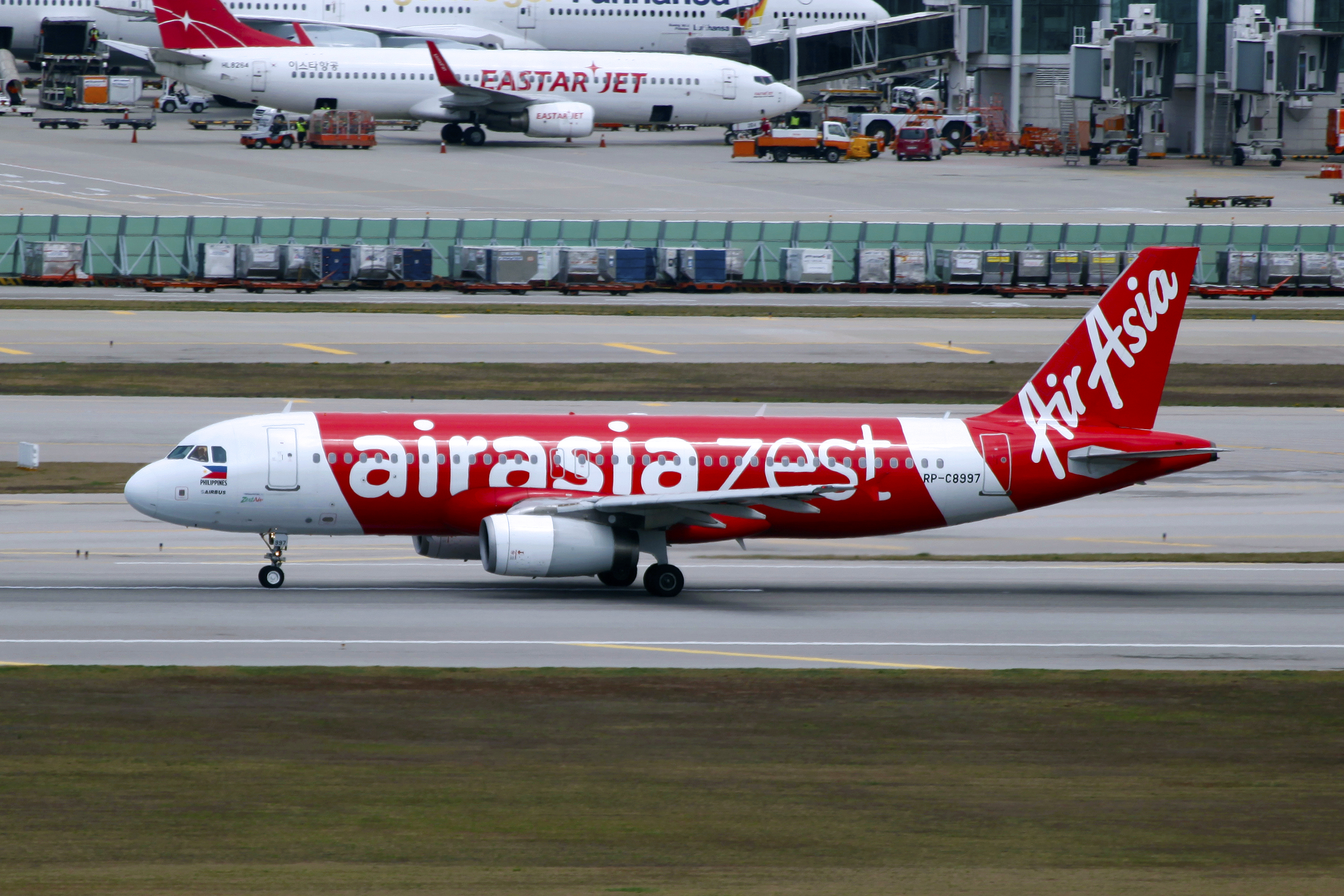
エアバス A320-200

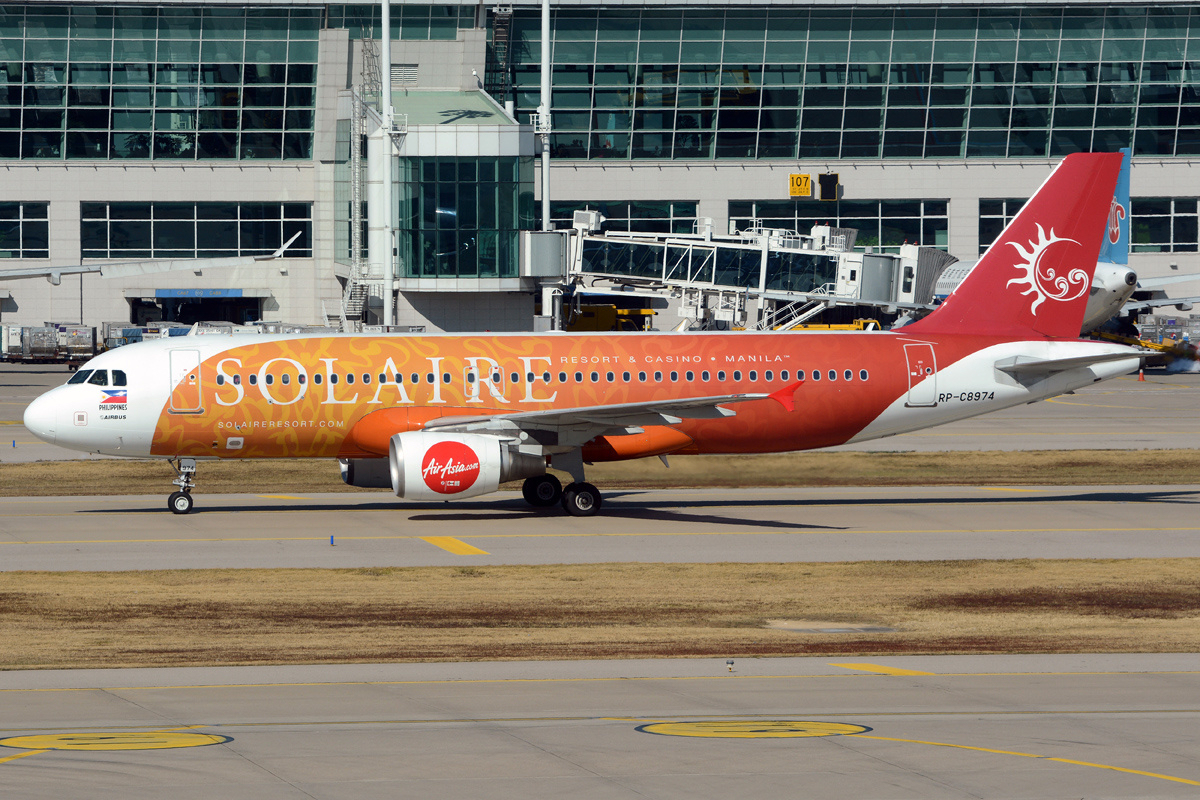
エアバス A320-200"Solaire Resort and Casino"

エアアジア・フィリピンとの経営統合前
2014年7月現在

### 過去の機材
- BAe ATP
- BAe 146
- YS-11
- CASA CN-235
- デ・ハビランド・カナダ DHC-7
- LET L-410
- マクドネル・ダグラスDC-9
- マクドネル・ダグラスMD-82/MD-83
- 西安飛機 MA60

## 就航路線

### 国内線
ルソン
- マニラ (ニノイ・アキノ国際空港) - メインハブ
- プエルト・プリンセサ (Puerto Princesa Airport)

ビサヤ
- セブ (マクタン・セブ国際空港)
- イロイロ (Iloilo International Airport)
- カリボ (Kalibo Airport)
- タクロバン (Daniel Z. Romualdez Airport)
- タグビララン (Tagbilaran Airport)
- バコロド (Bacolod-Silay International Airport)[7]

ミンダナオ
- ダバオ (ダバオ国際空港)
- カガヤン・デ・オロ (ルンビア空港)

### 国際線
- 韓国
  - ソウル/仁川
- 中国
  - 上海/浦東
- 香港
  - 香港
- マカオ
  - マカオ
- マレーシア
  - クアラルンプール
  - コタキナバル